# Ħal Luqa
Ħal Luqa (engelska: Luqa) är en ort och kommun i republiken Malta. Den ligger i den sydöstra delen av landet, 5 kilometer sydväst om huvudstaden Valletta. 